# Dypsis ifanadianae
Espèce
Statut de conservation UICN

 CR B1ab(iii)+2ab(iii); D : 
En danger critique
Dypsis ifanadianae est une espèce de plantes de la famille des Arecaceae.

## Publication originale
- Palms of Madagascar 171–173. 1995.